# Wegberg
Wegberg é uma cidade da Alemanha, localizado no distrito de  Heinsberg, Renânia do Norte-Vestfália.